# Quỳnh Lưu (xã)
	Quỳnh Lưu		là một xã thuộc tỉnh Ninh Bình, Việt Nam. Trụ sở xã nằm cách phường Hoa Lư - trung tâm tỉnh lỵ Ninh Bình 28 km về phía Tây.		
Theo Nghị quyết số 1674/NQ-UBTVQH15 ngày 16/6/2025 về sắp xếp các đơn vị hành chính cấp xã của tỉnh Ninh Bình năm 2025, 	sắp xếp xã Phú Lộc và xã Quỳnh Lưu thành xã mới có tên gọi là xã Quỳnh Lưu.	
Xã Quỳnh Lưu	có diện tích:	26,49	km², 	dân số:	18.035	người, mật độ dân số: 	681	người/km². 	
Đây là đơn vị có diện tích xếp thứ:	62	, số dân xếp thứ: 	124	và mật độ dân số xếp thứ: 	116	trong số 129 xã, phường ở Ninh Bình. 
Xã này nằm trên Quốc lộ 12B, Quốc lộ 38B.

## Địa lý
Xã Quỳnh Lưu nằm ở phía nam huyện Nho Quan, cách trung tâm thành phố Ninh Bình 24 km, có vị trí địa lý:
- Phía đông giáp phường Tây Hoa Lư
- phía nam giáp các phường Yên Sơn
- phía tây giáp các xã Phú Long
- phía bắc giáp xã Thanh Sơn.

Xã Quỳnh Lưu có diện tích 17,03 km², dân số năm 2019 là 8.643 người, mật độ dân số đạt 508 người/km².
Xã này nằm trên Quốc lộ 12B nối thành phố Tam Điệp với thị trấn Nho Quan đi các tỉnh Hòa Bình, Sơn La đồng thời cũng là điểm cuối của Quốc lộ 38B nối tới thành phố Hải Dương. Xã cũng có Đại lộ Tràng An (đường nối chùa Bái Đính - Vườn quốc gia Cúc Phương đi qua. Xã này xưa là quê hương của anh hùng Lương Văn Tụy. Đây cũng là xã được công nhận Anh hùng lực lượng vũ trang nhân dân Lưu trữ ngày 15 tháng 3 năm 2016 tại Wayback Machine ở Ninh Bình, được coi là quê hương của cách mạng Ninh Bình và là 1 trong 9 xã đầu tiên ở Ninh Bình được công nhận là xã An toàn khu.

## Kinh tế
Quỳnh Lưu là địa bàn chủ yếu của khu căn cứ cách mạng Quỳnh Lưu, là căn cứ cách mạng của xứ ủy Bắc Kỳ. Chiến khu Quỳnh Lưu là một căn cứ cách mạng thời kỳ kháng chiến chống Pháp và Nhật, nằm ở vị trí chiến lược quan trọng, nối liền Tây Bắc, Bắc Trung Bộ với đồng bằng Bắc Bộ.
Hiện nay, Quỳnh Lưu vẫn là một trung tâm quân sự với Lữ đoàn 241 đóng quân trên địa bàn xã này.
Xã Quỳnh Lưu có một chợ nằm tại ngã ba Anh Trỗi, là một trong 9 chợ quê trên địa bàn Nho Quan nằm trong danh sách 107 chợ loại 1, 2, 3 ở Ninh Bình năm 2008.

## Văn hóa
- Chiến khu Quỳnh Lưu: trung tâm cách mạng ở Ninh Bình
- Đình làng Quỳnh ở thôn Hội Tiến 2 thờ tướng Mai Tuyên; đình làng Đồi thờ tướng Trần Kỳ; đình làng Sải thờ tướng Trần Dĩnh là những vị tướng có công giúp Lê Lợi đánh thắng giặc Minh
- Đền làng Sải hay phủ làng Sải thờ công chúa Phù Dung con gái vua Đinh Tiên Hoàng
- Đền làng Đồi hay phủ làng Đồi thờ công chúa Liên Hoa con Vua Đinh Tiên Hoàng được vua sắc phong vì đã có công bảo vệ đất nước, che chở cho dân.